# Maciej Wojewódzki
Maciej Wojewódzki (ur. 25 stycznia 1993 w Warszawie) – polski motorowodniak, zawodnik klubu „WKS Zegrze”.

## Życiorys
W mistrzostwach Polski zadebiutował w 2005 roku w klasie JT-250 podczas eliminacji w Warszawie. W debiutanckim sezonie zajął 13 miejsce w klasyfikacji mistrzostw kraju. Czterokrotnie był wicemistrzem Polski, z czego dwa razy w klasie JT-250 (2008, 2009), a dwukrotnie w klasie OSY-400 (2012, 2013). Zajął m.in. 4 miejsce na mistrzostwach świata JT-250 (2008), 7 miejsce w mistrzostwach Europy JT-250 (2008), 5 miejsce w mistrzostwach Europy JT-250 (2009), 11 miejsce w mistrzostwach świata JT-250 (2009), 11 miejsce w mistrzostwach Europy OSY-400 (2010), 10 miejsce w mistrzostwach Europy OSY-400 (2013) oraz 12 miejsce w mistrzostwach świata OSY-400 (2014).